# オオサンショウモ
オオサンショウモ(大山椒藻、Salvinia molesta)は、シダ植物門サンショウモ科サンショウモ属に分類される水生植物の一種。熱帯アメリカ原産で、日本では観賞用の水草として輸入されており、外来種として問題視されることもある。

## 分布
熱帯アメリカ（ブラジルなど）を原産地とする。
日本でも兵庫県や愛知県で野生化している。

## 特徴
浮遊性の一年生から多年性の植物で、湖沼・水路・水田に生育する。
本種は生育速度が速く、取り扱いが簡単なため、富栄養化した湖沼の水質の浄化に利用しようとする試みが数多く行われてきた。一方で、大量に繁茂した本種が枯死して、逆に富栄養化を発生させることもある。

## 外来種問題
観賞用・水質実験用に輸入されていたが、日本では1995年に愛知県豊橋市の河川で野外への定着が確認された。
定着が拡大した場合、在来種のサンショウモと競争し、駆逐する危険性がある。そのため、外来生物法により要注意外来生物に指定されている。
オーストラリアやアフリカでは在来水生植物を脅かし、水田の雑草となっている。